# 細島熊野社
細島熊野社（ほそじまくまのしゃ）は、富山県南砺市細島にある神社。
細島熊野社の所蔵する旧御神体像、境内の社叢は、市の指定文化財である。

## 概要
富山県西南部、南砺市の旧利賀村細島集落に鎮座する。
細島の神社の祭神について、正徳2年（1712年）の調査では「八幡宮」とされているが、宝暦9年（1759年）の調査では「天満宮」、文政7年（1824年）の調査では「熊野権現」と変遷している。ただし、周辺の神社同様に野尻村法厳寺の持分であったことは一貫している。
現在の建物は昭和11年（1936年）に一部改築された後、平成6年（1994年）に再建されたものである。

## 細島熊野社の旧御神体
細島集落の口伝によると、「十村の四郎右衛門」が自ら彫ったもので、もともとの御神体であった石冠に代えて熊野社の御神体としたという。一方、木像の背面には「慶安五年（1652年）九月吉日源太郎献佛」と刻まれており、口伝と食い違いがある。
古文書などによると四郎右衛門と源太郎は親子で、実際に十村を勤めたのは父の源太郎の方であり、その息子四郎右衛門は父の名代として十村御用を勤めた記録があるに過ぎない。ただし、その後の当主が代々四郎右衛門を襲名したことから両者の混同が生じ、「四郎右衛門作」という口伝が生じたようである。
ご神体が途中で他の物に変わり、更にその年代が具体的に判明している事例は極めて貴重なものであり、平成4年（1992年）8月1日に利賀村の有形文化財に指定された。南砺市への合併後も、引き続き市の文化財に指定されている。

## 細島熊野社の社叢
細島熊野社の境内にスギ・カツラ・ケヤキ・クリなど各種の巨木があり、平成4年（1992年）8月1日に利賀村の天然記念物として文化財に指定された。南砺市への合併後も、引き続き市の文化財に指定されている。
対象樹木のうち、クリの木のみ成長に伴って社殿が傾くなどの影響が出たため、文化財指定後の平成6年（1994年）に伐採されてしまっている。